# Арванитски језик
Арванитски језик (αρbε̰ρίσ̈τ [arbërisht], αρβανιτ [arvanit], Arvanitic, Arberichte, αρβανίτικη γλώσσα [arvanítiki glóssa]; или арванитика (arvanitika, αρβανίτικα [arvanítika]); ISO 639-3: aat), један је од четири представника албанског макројезика, којим говоре Арванити на подручју Грчке.
Говори се у неких 300 села на Атици, Беотији, јужној Евбеји, острву Саламина, Тракији, полуострву Пелопонезу и делу Атине.
Арванитски припада тоскијској подгрупи албанских језика, која још обухвата арберешки и тоскијски. Припада индоевропској породици језика са око 50.000 говорника, по подацима из 2000. године.